# Rok Biček
Rok Biček (Novo Mesto, 17 ottobre 1985) è un regista sloveno.
Diplomato alla Akademija za gledališče, radio, film in televizijo v Ljubljani in regia cinematografica e televisiva. I suoi lungometraggi Razredni sovražnik (Class Enemy) del 2013 e Družina del 2017, hanno vinto il premio Vesna per il miglior film al Festival del cinema sloveno. Razredni sovražnik (Class Enemy), nel 2013, è stato il candidato sloveno per l'Oscar per il miglior film in lingua straniera.

## Filmografia
- Družina (2017, film documentario)
- Razredni sovražnik (Class Enemy) (2013, lungometraggio)
- Nevidni prah (2010, corto televisivo)
- Dan v Benetkah (2008, cortometraggio)